# Семь бильярдных столов
«Семь бильярдных столов» (исп. Siete mesas de billar francés) — испанский художественный фильм 2007 года режиссёра Грасии Керехеты.

## Сюжет
Анхела с сыном Гилем приезжают в Мадрид навестить в больнице её заболевшего отца и узнают, что он уже умер. В больнице они встречают Чаро, подругу отца, которая сообщает им, что отцовский бизнес — зал для игры в бильярд на 7 столов — больше не приносит прибыли. Вернувшись домой, Анхела узнаёт от друга и сослуживца своего мужа, что тот пустился в бега. Как выяснилось, муж Анхелы, полицейский, вёл двойную жизнь и на работе брал взятки, чтобы содержать свою вторую семью. Анхела решает вернуться в Мадрид и продолжить дело отца.

## В ролях
- Марибель Верду — Анхела
- Бланка Портильо — Чаро
- Рауль Аревало — Феле
- Виктор Вальдивиа — Гиль
- Рамон Бареа — Хасинто
- Ампаро Баро — Эмилия
- Хесус Кастехон — Антонио

## Награды
- Серебряная раковина лучшей актрисе на Сан-Себастьянском кинофестивале — Бланка Портильо
- премия «Гойя» 2007 года за лучшую женскую роль — Марибель Верду
- премия «Гойя» 2007 года за лучшую женскую роль второго плана — Ампаро Баро